# Фендонь
Фендонь (кит. 費英東, 1564—1620) — маньчжурский чиновник. Был одним из сподвижников Нурхаци.

## Биография

### Военная служба
Фендонь был сильным и превосходным бойцом, и за это ему отдали в жёны старшую внучку Нурхаци, а также назначили на важный пост. Он отплатил за это, раскрыв заговор против Нурхаци, и казнил главаря заговора, которым был его шурин. За это он получил титул джаргучи (монг. «Судья»), который давал ему право присутствовать на слушаниях и разрешать споры. После командования двумя экспедициями против племён Варка, Фендонь в 1599 году отправился на помощь народу хада, который недавно посягнул на верность Нурхаци в борьбе против Ехэ.
Фендонь возглавил нападение на Фушунь в 1618 году, в ходе которого маньчжуры столкнулись с китайцами. После этого он нанёс поражение китайской армии во главе с Ту Суном. За несколько месяцев до своей смерти он помогал в окончательном разгроме Ехэ.